# 시간의 화살로서의 엔트로피
엔트로피는 물상과학에서 시간의 특정 방향을 요구하는 몇 안 되는 양 중 하나로, 시간의 화살이라고도 불린다. 열역학 제2법칙에 따르면 시간이 '앞으로' 진행됨에 따라 고립계의 엔트로피는 증가할 수 있지만 그러나 감소하지 않는다. 따라서 엔트로피 측정은 미래로부터 과거를 구분하는 방법이다. 고립되지 않은 열역학계들에서는 시간이 지남에 따라 국소 엔트로피가 감소하고 주변에서 보상 엔트로피가 증가한다; 냉각 중인 물체, 살아있는 시스템(living system) 및 일반적인 결정들의 형성 등이 예들이다.
온도와 마찬가지로 엔트로피도 추상적인 개념이지만 누구나 엔트로피의 영향을 직관적으로 느낄 수 있다. 예를 들어, 동영상이 앞으로 재생되는지 뒤로 재생되는지 구분하는 것은 매우 쉽다. 장작불이 근처의 얼음 덩어리를 녹이는 장면을 담은 동영상을 역방향으로 재생하면 물 웅덩이가 연기 구름을 타지 않은 나무로 바꾸고 그 과정에서 스스로 얼어붙는 모습을 보여줄 수 있다. 놀랍게도 두 경우 모두 열역학 제2법칙만 예외일 뿐, 대부분의 물리 법칙들은 이러한 과정에서 깨지지 않는다. 물리 법칙이 시간이 역전되었을 때 동일하게 적용되는 경우를 T-대칭이라고 하는데, 이 경우 엔트로피를 통해 위에서 설명한 동영상이 정방향으로 재생되는지 역방향으로 재생되는지 판단할 수 있는데, 직관적으로 정방향으로 재생될 때만 장면의 엔트로피가 증가한다는 것을 알 수 있다. 열역학 제2법칙 때문에 엔트로피는 T-대칭을 나타내는 거시적 프로세스를 방지한다.
미시적인 규모에서 연구할 때는 위의 판단을 내릴 수 없다. 공기에 의해 버퍼링되는 연기 입자 하나를 보면 영상이 정방향으로 재생되는지 역방향으로 재생되는지 명확하지 않으며, 실제로 적용되는 법칙이 T-대칭을 나타내기 때문에 불가능하다. 기체가 왼쪽이나 오른쪽으로 표류할 때 질적으로는 별 차이가 없어 보이지만, 거시 규모로 연구해야만 엔트로피의 영향이 눈에 띄게 된다(로슈미트의 역설(Loschmidt's paradox) 참조). 평균적으로 성냥불에 맞은 성냥 주변의 연기 입자는 서로 멀어지면서 사용 가능한 공간 전체로 확산(diffusing)될 것으로 예상될 수 있다. 모든 입자가 한데 모이는 것은 천문학적으로 불가능한 일이지만, 연기 입자의 움직임은 예측할 수 없다.
반면, 약한 핵력과 관련된 특정 아원자 상호작용은 반전성의 보존을 위반하지만 매우 드물게 발생한다. CPT 정리에 따르면, 이는 시간 비가역적이어야 하며, 따라서 시간의 화살표를 설정해야 함을 의미한다. 그러나 이는 열역학적 시간의 화살표와 관련이 없으며, 일상적인 시간 비가역성 경험과는 아무런 관련이 없다.

## 개요
열역학 제2법칙에 따르면 엔트로피는 시간의 방향에 관계없이 동일하게 유지된다. 엔트로피가 시간의 어느 방향에서나 일정하다면 선호하는 방향이 없을 것이다. 그러나 엔트로피는 항상 용기에 균일하게 퍼져 있는 기체처럼 시스템이 가능한 최고의 무질서 상태에 있는 경우에만 상수가 될 수 있다. 열역학적 시간의 화살이 존재한다는 것은 시스템이 한 방향으로만 고도로 질서정연하다는 것을 의미하며, 이는 정의상 '과거'에 해당한다. 따라서 이 법칙은 운동 방정식들보다는 경계선 조건에 관한 것이다.
열역학 제2법칙은 본질적으로 통계적이기 때문에 그 신뢰성은 거시적 시스템에 존재하는 엄청난 수의 입자에서 비롯된다. 기체 한 몰에 있는 6×1023개의 원자가 모두 용기의 절반으로 자발적으로 이동하는 것은 원칙적으로 불가능한 일이 아니며, 단지 환상적으로 가능성이 낮을 뿐, 거시적으로 제2법칙을 위반한 사례는 관찰된 적이 없다.
열역학적 화살은 궁극적으로 초기 우주의 경계선 조건에 관한 것이기 때문에 종종 시간의 우주론적 화살과 연결된다. 대폭발(빅뱅) 이론에 따르면 우주는 처음에 매우 뜨거웠고 에너지가 균일하게 분포되어 있었다. 우주와 같이 중력이 중요한 시스템의 경우, 이는 자-엔트로피 상태이다(모든 물질이 블랙홀들로 붕괴된 고-엔트로피 상태와 비교하면 시스템이 결국 진화할 수 있는 상태이다). 우주가 성장함에 따라 온도가 낮아져 과거에 비해 미래에 사용할 수 있는 에너지[단위 공간 부피당]가 줄어든다. 또한, 에너지 밀도의 섭동들이 증가한다(결국 은하들와 별들이 형성됨). 따라서 우주 자체에는 잘 정의된 열역학적 시간의 화살이 있다. 그러나 이것은 우주의 초기 상태가 왜 낮은 엔트로피 상태였는지에 대한 의문을 해결하지 못한다. 중력에 의해 우주 팽창이 멈추고 역전된다면 우주의 온도는 다시 한 번 더 뜨거워질 것이지만, 섭동들의 지속적인 증가와 궁극적인 블랙홀 형성으로 인해 엔트로피도 계속 증가하여 대함몰의 후반 단계까지 엔트로피가 지금보다 낮아질 것이다.

## 명백한 비가역성의 예
큰 용기에 두 개의 분리된 액체(예: 한쪽에는 염료, 다른 쪽에는 물)가 채워져 있는 상황을 생각해 보라. 두 액체 사이에 장벽이 없으면 분자들이 무작위로 섞이면 시간이 지남에 따라 두 액체가 더 많이 섞이게 된다. 그렇지만, 염료와 물이 혼합된 상태라면 그대로 두어도 다시 분리되지 않을 것으로 예상할 수 있다. 혼합 과정을 담은 동영상은 앞으로 재생하면 사실적으로 보이지만 뒤로 재생하면 비현실적으로 보인다.
만일 혼합 과정 초기에 큰 용기를 관찰하면 부분적으로만 혼합된 것을 발견할 수 있다. 외부의 개입 없이 액체가 이 상태에 도달한 것은 분리도가 높았던 과거에 더 정돈되어 있었기 때문이며, 앞으로는 더 무질서하거나 혼합될 것이라고 결론을 내리는 것이 합리적일 것이다.
이제 이번에는 아주 작은 용기에 분자가 몇 개, 아마도 10개만 들어 있는 상태에서 이 실험을 반복한다고 상상해 보라. 분자들이 무작위로 뒤엉켜 있는 것을 보면 우연에 의해 분자들이 깔끔하게 분리되어 한쪽에는 염료 분자가, 다른 한쪽에는 물 분자가 있는 것을 쉽게 상상할 수 있다. 이러한 현상이 때때로 일어날 수 있다는 것은 요동정리에서 결론을 내릴 수 있으므로 분자가 스스로 분리되는 것이 불가능한 것은 아니다. 그러나 많은 수의 분자의 경우 그 가능성은 매우 낮기 때문에 현재 우주의 나이보다 평균적으로 몇 배나 더 오래 기다려야만 분리가 일어날 수 있다. 따라서 위에서 설명한 것처럼 많은 수의 분자가 분리되는 것을 보여주는 영화는 비현실적으로 보일 것이며, 영화가 거꾸로 재생되고 있다고 말할 수 있다. 무질서의 법칙으로서의 볼츠만의 무질서 법칙으로서의 제2법칙(second law as a law of disorder)을 참조하라.

## 화살의 수학
시간의 화살, 엔트로피 및 열역학 제2법칙의 기초가 되는 수학은 카르노(1824), 클라페롱(1832) 및 클라우지우스(1854)가 상세화한 대로 다음과 같은 설정에서 파생된다:

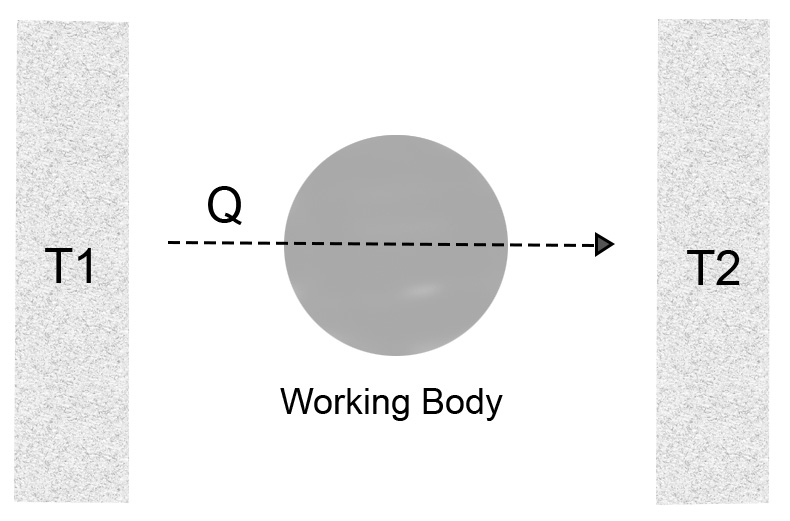

여기서, 일반적인 경험에서 알 수 있듯이, 용광로와 같은 뜨거운 몸체 T1가 유체(작업 몸체 working body를 통해 차가운 물 흐름과 같은 차가운 몸체 T2와 물리적인 접촉을 할 때, 에너지는 열 Q 형태로 항상 뜨거운 곳에서 차가운 곳으로 흐르며, 또한 시간이 주어지면 그 시스템은 평형에 도달할 것이다. Q/T로 정의된 엔트로피는 루돌프 클라우지우스에 의해 이 과정의 분자 비가역성, 즉 변환 중에 원자와 분자가 서로에게 수행하는 소산 작업을 측정하는 함수로 생각되었다.
이 다이어그램에서는 온도 T1에서 열량 Q가 통과하는 동안 엔트로피 변화 ΔS를 계산할 수 있다. 일반적으로 증기 덩어리인 유체의 "작동 몸체"(열기관 참조)를 통해 온도 T2에 도달한다. 더욱이, 논증을 위해, 그 작업 몹체가 물 분자가 두 개만 포함하어 있다고 가정할 수도 있다.
다음으로 원래 클라우지우스가 수행한 대로 과제를 수행하면 다음과 같다:
{\displaystyle S={\frac {Q}{T}}}
그러면 이 변환에 대한 엔트로피 변화 또는 "등가 값"은 다음과 같다.
{\displaystyle \Delta S=S_{\mathit {final}}-S_{\mathit {initial}}\,}
이것은  아래와 같다:
{\displaystyle \Delta S=\left({\frac {Q}{T_{2}}}-{\frac {Q}{T_{1}}}\right)}
그리고 Q를 괄호 밖으로 꺼내면 클라우지우스가 유도한 것과 같은 다음과 같은 형식을 갖게 된다:
{\displaystyle \Delta S=Q\left({\frac {1}{T_{2}}}-{\frac {1}{T_{1}}}\right)}
따라서 예를 들어 Q가 50단위이고 T1가 초기에 100도이고 T2가 1도인 경우 엔트로피는 이 프로세스의 변화량은 49.5가 된다. 따라서 이 과정에서는 엔트로피가 증가했고, 이 과정에는 일정량의 "시간"이 걸렸으며, 시간의 흐름에 따라 엔트로피 증가를 연관시킬 수 있다. 이 시스템 구성에 대해서는 이후에는 "절대적인 규칙"이다. 이 규칙은 시스템의 분자들, 예를 들어 탱크 안의 두 분자들이, 과정 중에 일을 하는 데 사용된 열(참조: 열의 기계적 등가물)에 비례하여, 외부 작업(피스톤을 미는 것과 같은)뿐만 아니라 내부 작업도 수행한다는 사실 덕분에 모든 자연 과정들은 되돌릴 수 없다는 사실에 기초한다. 엔트로피는 내부  분자간 마찰이 존재한다는 사실을 설명한다.

## 상관관계
과거와 미래의 중요한 차이점은 모든 시스템(예: 입자 가스)의 초기 조건은 일반적으로 서로 다른 부분이 상관관계가 없지만 시스템이 진화하고 서로 다른 부분이 서로 상호작용함에 따라 상관관계가 생긴다. 예를 들어, 입자로 구성된 가스를 다룰 때마다 초기 조건들이 서로 다른 입자들의 상태들 간에 상관관계가 없는 것으로 항상 가정된다 (즉, 서로 다른 입자들의 속력와 위치는 시스템의 거시상태(macrostate)를 따르기 한 필요에 따라 완전히 무작위이다 ). 이는 열역학 제2법칙과 밀접한 관련이 있다: 예를 들어, 유한 열 저장소들과 상호 작용하는 한 유한 시스템에서 엔트로피는 시스템-저장소 상관관계와 동일하므로 둘 다 함께 증가한다.
처음에는 이상 기체로 절반만 채워져 있는 한 닫힌 상자를 예(실험 A)를 들어 보라. 시간이 지남에 따라, 그 가스는 분명히 상자 전체를 채울 정도로 팽창하므로 최종 상태는 가스로 가득 찬 상자이다. 이것은 되돌릴 수 없는 과정이다. 왜냐하면 만일 상자가 처음에 가득 차 있었다면(실험 B), 가스 입자들이 매우 특별한 위치 및 속력을 갖는 매우 드문 상황을 제외하고는 나중에 절반만 채워지지 않기 때문이다. 그러나 이는 실험 B의 초기 조건이 입자들의 위치와 속력이 무작위라고 항상 가정하기 때문이다. 이는 실험 A의 시스템의 최종 조건에 대해 올바르지 않다. 입자들이 서로 상호 작용하여 위치와 속력이 서로 의존하게 되었기 때문이다. 만일 우리가 실험 A를 거꾸로 본다면, 이것이 이해될 수  있으며. 이를 실험 C라고 부를 것이다: 이제 우리는 가스로 가득 찬 상자로 시작하지만, 입자들은 임의의 위치와 속력을 갖지 않다; 오히려 그들의 위치와 속도는 매우 특별해서, 얼마 후 시스템의 최종 상태인 상자의 절반으로 모두 이동한다(이것이 실험 A의 초기 상태인데, 왜냐하면 이제 우리가 동일한 실험을 거꾸로 쳐다보고 있기 때문이다!). 입자들 간의 상호 작용은 이제 입자들 간의 상관관계들을 생성하지 않지만, 실제로는 이를 (적어도 겉보기에는) 무작위로 전환하여 기존 상관관계들을 "취소"한다. 실험 C(열역학 제2법칙을 거역함)와 실험 B(열역학 제2법칙을 준수함)사이의 유일한 차이점은 전자에서는 입자들이 끝에서 상관관계가 없는 반면, 후자에서는 입자들이 처음에 상관관계가 없다는 것이다.
실제로, 만일 모든 미시적 물리적 과정들이 가역적이라면(아래 설명 참조), 입자 상태들이 상관되지 않는 초기 조건을 갖는 모든 고립된 입자 시스템에 대해 열역학 제2법칙이 입증될 수 있다. 이를 위해서는, 거시상태(macrostate)(그것의 부피, 온도 등)에만 의존하는 시스템의 측정된 엔트로피와 정확한 시스템의 미시상태(microstae)를 기술하는 정보의 양(컴퓨터 비트의 수)인 정보 엔트로피 간의 차이를 인정해야 한다. 측정된 엔트로피는, 그것들이 거시상태에 영향을 미치지 않기 때문에, 시스템의 입자들 간 상관관계와 무관하지만, 상관관계들이 시스템의 무작위성을 낮추고 따라서 이를 기술하는 데 필요한 정보의 양을 낮추기 때문에 정보 엔트로피는 입자들에 의존을 한다. 따라서, 이러한 상관관계들이 없으면 두 엔트로피들은 동일하지만, 그렇지 않은 경우 정보 엔트로피는 측정된 엔트로피보다 작으며, 또한 그 차이는 상관관계들의 양을 측정하는 척도로 사용될 수 있다.
이제, 리우빌의 정리(Liouville's theorem )에 따르면, 모든 미시적 과정들의 시간 역전은 고립된 시스템의 정확한 미시상태(정보-이론적 결합 엔트로피(joint entropy))를 설명하는 데 필요한 정보의 양이 시간에 따라 일정하다는 것을 의미한다. 이 결합 엔트로피는 한계 엔트로피(marginal entrophy)(상관관계가 없다고 가정하는 엔트로피)에 상관관계의 엔트로피(entrophy of correaltion)((상호 엔트로피(mutual entrophy) 또는 음의 상호정보)를 더한 값과 같다. 만일 처음에 입자들 사이에 상관관계가 없다고 가정하면 이 결합 엔트로피는 한계 엔트로피일 뿐이며, 이는 시스템의 초기 열역학적 엔트로피를 볼츠만 상수로 나눈 값이다. 그렇지만, 만일 이것들이 실제로 초기 조건들이면(그리고 이것은 중대한 가정이다), 그런 상관관계들은 시간에 따라 형성된다. 다른 말로, 상호 엔트로피는 감소하고(또는 상호 정보는 증가하고), 그리 길지 않은 시간 동안 입자들 간의 상관관계(상호정보)는 시간이 지날수록 증가한다. 따라서, 한계 엔트로피에 비례하는 열역학적 엔트로피도 시간이 지남에 따라 증가해야만 한다. (이 맥락에서 "너무 길지 않음"은, 시스템의 고전적인 버전에서, 가능한 모든 미시상태들을 통과하는 데 필요한 시간에 상대적이다. 이 시간은 대략 {\displaystyle \tau e^{S}}로 추정할 수 있는데, 여기서 {\displaystyle \tau }는 입자 충돌들 사이의 시간이고또한  S는 시스템의 엔트로피이다. 모든 실제적인 경우에서 이 시간은 다른 모든 것에 비해 엄청나다.) 입자들 간의 상관관계는 완전히 객관적인 양이 아니라는 것을 주의하라. 상호 엔트로피를 측정할 수 없으며, 단지 미시상태를 측정할 수 있다고 가정하면 그 변화만 측정할 수 있다. 열역학은 미시상태들이 구별될 수 없는 경우로 제한되며, 이것은 열역학적 엔트로피에 비례하는 한계 엔트로피만 측정할 수 있으며 또한 실제적인 의미에서는, 항상 증가한다는 것을 의미한다.

## 다양한 현상 속에서 시간의 화살
시간 방향에 따라 다르게 발생하는 현상은 궁극적으로 열역학 제2법칙과 연결될 수 있다. 예를 들어 얼음 조각들은 커피로부터 스스로 뭉치기 보다는 뜨거운 커피 속에 녹고 또한 거친 표면에서 미끄러지는 블록은 속력이 빨라지기 보다는 느려진다. 우리가 미래가 아닌 과거를 기억할 수 있다는 생각은 "심리학적 시간의 화살"이라고 불리며 또한 그것은 맥스웰의 도깨비 및 정보 물리학과 깊은 관련이 있다; 만일 뇌 세포들(또는 컴퓨터 비트)와 외부 세계 사이의 상관관계라고 본다면, 기억은 열역학 제2법칙과 연결된다. 이러한 상관관계들은 시간이 지남에 따라 증가하므로, 기억은 미래 사건들이 아닌 과거 사건들과 연결된다.

## 진행중인 연구
현재 연구는, 고전 또는 양자 시스템들 어디서나, 열역학적 시간의 화살을 수학적으로 설명하고, 또한 우주 경계선 조건들의 관점으로부터 그 기원을 이해하는 데 중점을 두고 있다.

### 동역학계
동역학계에 대한 일부 최근 연구에서는 시간의 화살에 대한 한 가능한 "설명"을 나타낸다. 동역학계의 시간 변화를 설명하는 방법에는 여러 가지가 있다. 고전적 프레임워크에서는 매개변수가 명시적으로 시간인 상미분방정식을 고려한다. 미분방정식의 그 본래 특성에 의해, 이러한 시스템에 대한 해들은 본래적으로 시간-가역적이다. 그렇지만, 흥미로운 사례들 중 상당수는 에르고딕 또는 믹싱(mixing)이며 또한 믹싱과 에르고딕성은 시간의 화살의 기본 메커니즘의 기초가 되는 것으로 강하게 의심된다. 강한 의심은 일시적인 직관에 불과할 수 있지만, 매개변수가 여러개일 때, 편미분방정식들의 분야가 작용한다는 사실은 부인될 수 없다. 이러한 시스템에는 특정 사례에 대해 특정 선형 확률미분방정식과 편미분방정식 간의 일대일 대응을 보장하는 파인먼-카츠 공식이 사용된다. 따라서, 모든 편미분 방정식 시스템은 앞서 언급한 대응성으로 인해 가역적이지 않은 단일 매개변수의 무작위 시스템과 동일하다.
믹싱 및 에르고딕 시스템에는 정확한 해들 갖지 않으므로 수학적 의미에서 시간 비가역성을 증명하는 것은 (2006년 현재) 불가능하다. "정확한" 해들의 개념은 인류적 개념이다. "정확하다"는 이미 알려진 표현들의 관점에서 닫힌 형식과 동일한 것을 의미하는가, 아니면 단순히 필기구/사람 손가락의 유한한 단일 획의 연속을  의미하는가? 추상적이고 재귀적인 정의들을 갖고 있지만 현재는 비-자기-참조 표기법이 존재하지 않는 수많은 시스템이 인류에게 알려져 있다. 이러한 복잡성의 결과로 다른 곳에서 다양한 사례들과 관점들을 찾는 것이 당연하다. 이산-시간 모형들이나 차분 방정식들을 연구하면 어느 정도 진전을 이룰 수 있다. 인기 있는 프랙탈-그리기 프로그램에서 고려되는 반복 함수(Iterated function)와 같은 많은 이산-시간 모형은 "현재"의 특정 지점이 그와 관련된 여러 가지 "과거"를 가질 수 있기 때문에 명시적으로 시간 가역적이지 않다: 과연, 모든 과거들의 집합은 쥘리아 집합으로 알려져 있다. 이러한 시스템에는 비가역성이 내장되어 있으므로, 시간이 되돌릴 수 없는 이유를 설명하기 위해 이를 사용하는 것은 부적절하다.
혼돈적이고 명시적으로 시간을 되돌릴 수 있는 다른 시스템들도 있다: 그중에는 정확하게 풀 수 있는 베이커즈 맵(baker's map)도 있다. 흥미로운 연구 방법은 시간이 지남에 따라 동역학계을 반복함으로써가 아니라 대신에 그 시스템에 대한 해당 프로베니우스-페론 연산자(Frobenius-Perron opeperator) 또는 전송 연산자(transfer operator)를 연구하여 이러한 시스템에 대한 해들을 조사하는 것이다. 이러한 시스템들 중 일부의 경우 전송 연산자가 대각합류(trace-class)가 아니라는 것이 수학적으로 명시적으로 표시될 수 있다. 이것은 이러한 연산자들이 기저 선택과 무관한 고유한 고유값 스펙트럼을 갖고 있지 않음을 의미한다. 베이커즈 맵의 경우에, 그것은 각각 다른 고유값 세트를 갖는 고유하고 동등하지 않은 여러 대각화 또는 기저들이 존재함을 보여줄 수 있다. 시간의 화살에 대한 "설명"으로 제시될 수 있는 것이 이 현상이다. 즉, 반복되는 이산-시간 시스템은 명시적으로 시간 대칭이지만, 전송 연산자는 그렇지 않다. 더 나아가, 전송 연산자는 두 가지 동일하지 않은 방법 중 하나로 대각선화될 수 있다: 하나는 시스템의 순방향-시간 진화를 기술하고, 또한 하나는 역방향-시간 진화를 기술한다.
2006년 현재 이러한 유형의 시간-대칭 파괴(symmetry breaking)는 정확하게-풀 수 있는 이산-시간 시스템 중 극소수에서만 입증되었다. 보다 복잡한 시스템들에 대한 전송 연산자는 일관되게 공식화되지 않았으며, 또한 정확한 정의는 다양한 미묘한 어려움에 빠져 있다. 특히, 하다마드의 당구(Hadamard's billiards} 또는 PSL(2,R)의 접공간에의 아노소프 흐름(Anosov flow)과 같은 가장 간단하고 정확하게-풀 수 있는 연속적-시간 에르고딕 시스템들에 대해 깨진 대칭을 갖는다는 것들이 표시되지 않았다.

### 양자역학
양자역학의 비가역성에 대한 연구는 여러 가지 방향으로 진행된. 한 가지길은 [[w:vRigged Hilbert space|리그드 힐베르트 공간(rigged Hilbert space), 특히 이산 및 연속 고유값 스펙트럼들이 어떻게 혼합하는 연구하는 것이다. 예를 들어, 유리수는 실수와 완전히 섞여 있으면서도 고유하고 뚜렷한 성질들을 가지고 있다. 이와 유사한 상호 혼합을 가진 힐베르트 공간을 연구하면 시간의 화살에 대한 통찰력을 얻을 수 있을 것으로 기대된다.
또 다른 뚜렷한 접근 방식은 양자 혼돈(quantum chaos)의 연구를 통해 시스템을 고전적으로 혼돈, 에르고딕 또는 믹싱으로 양자화하려는 시도이다. 얻은 결과는 전송 연산자 방법에서 얻은 결과와 다르지 않다. 예를 들어, 볼츠만 기체, 즉 직사각형 상자 안에 있는 단단한(탄성) 점 입자로 이루어진 기체를 양자화하면 고유함수가 상자 전체를 차지하는 공간 채우기 프랙탈이며 또한 에너지 고유값들이 매우 밀접한 간격으로 "거의 연속적인" 스펙트럼을 가지고 있음을 알 수 있다(상자 안에 입자가 유한한 경우, 스펙트럼은, 필수적으로, 이산적이어야 한다). 만일 초기 조건들이 모든 입자들이 상자의 한쪽에 한정되어 있는 경우라면, 시스템은 입자들이 상자 전체를 채우는 시스템으로 매우 빠르게 진화한다. 모든 입자들이 처음에 상자의 한쪽에 있더라도, 그것들의 파동 함수는 실제로 상자 전체에 스며든다; 그것들은 한쪽에서는 건설적으로 간섭하고 또한 다른 한쪽에서는 파괴적으로 간섭한다. 그런 다음 파동 함수들이 "우연히" 어떤 예상치 못한 상태로 배열되는 것은 "거의 불가능"하다는 점을 지적함으로써 비가역성이 주장된다: 그러한 배열들은 영의 측도의 집합입니다. 고유함수들은 프랙탈이기 때문에, 엔트로피와 통계 역학의 많은 언어와 장치들이 양자 사례를 논의하고 주장하는데 도입될 수 있다. 

### 우주론
고에너지 입자들을 포함하고 약한 상호작용의 지배를 받는 일부 과정(케이온 붕괴와 같은)은 시간 방향들 간의 대칭성을 무시한다. 그러나 알려진 모든 물리적 과정은 더 복잡한 대칭(CPT 대칭)을 유지하므로 열역학 제2법칙이나 또는 시간의 화살이라는 일상적인 경험과는 연관되지 않는다. 주목할 만한 예외는 양자역학에서 파동함수 붕괴인데, 이는 돌이킬 수 없는 과정으로 (코펜하겐 해석에 따르면) 실제적이거나 (양자역학의 다세계 해석에 따르면) 외견상으로만 그런 것으로 간주된다. 어느 경우든, 파동 함수의 붕괴는 항상 열역학 제2법칙의 결과로 이해되는 한 과정인 양자 결어긋남을 따다.
우주는 대폭발(빅뱅) 직후인 극초기 단계에서 어떤 균일하고 고밀도 상태였다. 초기 우주에서의 뜨거운 가스는 열역학적 평형에 가까웠다(지평선 문제 참조): 중력이 중요한 역할을 하는 시스템에서는 이러한 시스템의 열용량이 음수이기 때문에 엔트로피가 낮은 상태이다(이것은 열역학적 평형이 최대 엔트로피 상태인 비중력 시스템들과 대조된다). 또한, 미래의 시대들에 비해 부피가 작았기 때문에, 가스 팽창으로 인해 엔트로피가 증가함에 따라 그 엔트로피는 더욱 낮았다. 따라서 초기 우주는 고도로 질서정연했다고 볼 수 있다. 이 초기 평형에 가까운 상태의 균일성이 급팽창 이론 의해 설명되어 왔다는 것에 주목하라.
이 이론에 따르면 우주(또는 오히려 접근 가능한 부분인 지구 반경 460억 광년)는 완전히 균일하고 작은 부피(훨씬 더 큰 우주의 일부)에서 진화하여 크게 팽창했다; 따라서 그것은 고도로 질서 정연했다. 그런 다음 팽창과 관련된 양자 과정들에 의해 요동들이 발생했으며, 이러한 요동들은 양자 결어긋남을 통해서 모든 실제 사용과 상관관계가 없게 된 것으로 추정돤다. 이는 열역학 제2법칙에 필요한 초기 조건들을 제공하기 위한 것이었다; 서로 다른 결어긋남 상태들은 궁극적으로 은하들와 별들의 다른 특정 배열로 진화하였다.
우주는 분명히 열린 우주이므로 그 팽창은 결코 끝나지 않을 것이지만, 그러나 우주가 닫혀 있었더라면 어떻게 되었을지 상상해 보는 것은 흥미로운 사고 실험이다. 이 경우에, 우주는 먼 미래의 특정 시점에 팽창을 멈추고 또한 수축하기 시작할 것이다. 게다가, 닫힌 우주는 유한하다. 이러한 경우 열역학 제2법칙이 어떻게 될지는 불분명하다. 적어도 두 가지 시나리오를 상상할 수 있지만, 실제로는 첫 번째 시나리오만 그럴듯한데, 이것은 다른 시나리오는 관측된 것과는 달리 메우 매끄러운 우주 진화를 필요하기 때문이다:
- 오늘날 과학계의 광범위한 합의는 매끄러운 초기 조건은 어떤 매우 매끄럽지 않은 최종 상태로 이어지며, 이것이 사실 열역학적 시간의 화살의 근원이라는 것이다.[10] 중력 시스템은 블랙홀들과 같은 콤팩트 천체들로 중력붕괴하는 경향이 있으므로(파동 함수 붕괴와 무관한 현상), 우주는 물질의 분포가 매우 매끄럽지 않고, 우주가 수축함에 따라 이러한 콤팩트한 천체들이 점점 더 큰 블랙홀들로 합쳐지는, 거꾸로의 어떤 대폭발 진행과는 매우 다른 대함몰로 끝나게 될 것이다. 심지어 우주의 시작과 끝이 모두 매끄럽지 않은 것은 불가능할 수도 있다. 이 시나리오에서는 수축의 마지막 단계에서 우주의 에너지 밀도가 팽창의 해당 초기 단계보다 훨씬 크며(아래에 설명된 두 번째 시나리오와 달리 파괴적인 간섭이 없음), 자유 입자들보다는 대부분 블랙홀들로 구성된다는 점을 주목하라.
- 한 논란이 많은 견해는 대신 시간의 화살이 역전된다는 것이다.[11] 그 동안 은하들과 별들로 진화해온 양자 요동들은 위에서 설명한 전체 과정이 역전되는 방식으로, 즉 파괴적인 간섭으로 요동들이 지워지고 완전한 균일성이 다시 한 번 달성되는 방식으로 중첩이 될 것이다. 따라서 우주는 대폭발의 시작과 유사한 대함몰로 끝난다. 이 둘은 완전히 대칭적이고 최종 상태는 매우 고도로 질서 정연하기 때문에 엔트로피는 우주의 끝에 가까워질수록 감소하여 우주가 수축할 때 열역학 제2법칙이 역전된다. 이는 다음과 같이 이해할 수 있다: 초기 우주에서는 파동 간의 상호작용이 우주 전체에 퍼져 있는 입자 간의 얽힘(양자 상관관계)을 만들었고, 팽창하는 동안 이러한 입자들은 너무 멀어져서 이러한 상관관계가 무시할 수 있게 되었다(양자 결어긋남 참조). 팽창이 멈추고 우주가 수축하기 시작할 때, 이러한 상관관계된는 입자들은 우주 주위를 돌다가 다시 한 번 접촉하게 되고 엔트로피는 감소하기 시작한다―왜냐하면 높은 상관관계의 초기 조건은 엔트로피의 감소로 이어질 수 있기 때문다. 다른 말로 표현하자면, 멀리 떨어진 입자들이 도착할수록 이러한 입자는 먼저 도착한 입자와 높은 상관관계를 갖기 때문에 점점 더 많은 질서가 드러난다는 것이다. 이 시나리오에서 우주론적 시간의 화살은 열역학적 시간의 화살과 양자 시간의 화살 모두의 원인이다. 둘 다 우주가 멈추면서 서서히 사라지고, 또한 나중에는 역전될 것이다.

첫 번째이자 보다 합의된 시나리오에서는 우주의 초기 상태와 최종 상태의 차이가 열역학적 시간의 화살을 설명한다. 이것은 우주론적 시간의 화살과는 무관하다.

## 같이 보기
- 시간의 화살
- 급팽창 이론
- 엔트로피
- H-정리(H-theorem)
- 엔트로피의 역사(History of entropy)
- 로슈미트의 역설(Loschmidt's paradox)

## 추가 읽기
- Kardar, Mehran (2007). 《Statistical Physics of Particles》. Cambridge University Press. ISBN 978-0-521-87342-0. OCLC 860391091.
- Halliwell, J.J.;  외. (1994). 《Physical Origins of Time Asymmetry》. Cambridge. ISBN 0-521-56837-4. (technical).
- Mackey, Michael C. (1992). 《Time's Arrow: The Origins of Thermodynamic Behavior》. Berlin Heidelberg New York: Springer. ISBN 3-540-94093-6. OCLC 28585247. ... it is shown that for there to be a global evolution of the entropy to its maximal value ... it is necessary and sufficient that the system have a property known as exactness. ... these criteria suggest that all currently formulated physical laws may not be at the foundation of the thermodynamic behavior we observe every day of our lives. (page xi)
 Dover has reprinted the monograph in 2003 (ISBN 0486432432). For a short paper listing "the essential points of that argument, correcting presentation points that were confusing ...  and emphasizing conclusions more forcefully than previously" see Mackey, Michael C. (2001). 〈Microscopic Dynamics and the Second Law of Thermodynamics〉 (PDF).   Mugnai, C.; Ranfagni, A.; Schulman, L.S. 《Time's Arrow, Quantum Measurement and Superluminal Behavior》. Rome: Consiglio Nazionale Delle Ricerche. 49–65쪽. ISBN 88-8080-024-8. 2011년 7월 25일에 원본 문서 (PDF)에서 보존된 문서.
- Sean M. Carroll, From Eternity to Here: The Quest for the Ultimate Theory of Time